# Aldo Cocchia
Aldo Cocchia (Napoli, 30 agosto 1900 – Napoli, 12 dicembre 1968) è stato un ammiraglio italiano.

## Biografia
Nato a Napoli nel 1900, frequentò l'Accademia navale di Livorno, uscendone il 18 novembre 1917 col grado di guardiamarina in spe. Durante la prima guerra mondiale fu imbarcato sulla corazzata Conte di Cavour permanendovi dal 1917 al 1919. Nel 1920 imbarcò sull'esploratore Augusto Riboty partecipando alle operazioni in Albania. L'8 dicembre 1921, con la promozione a tenente di vascello, ebbe vari imbarchi, e divenne aiutante di bandiera dell'ammiraglio comandante del Dipartimento militare marittimo dell'Alto Tirreno con sede a La Spezia.
Promosso capitano di corvetta il 1º marzo 1930, munito del brevetto di idoneità di tiro a bordo (designato con la sigla T), fu alla direzione Torpedini e Munizioni di la Spezia e fu nel 1931 comandante in seconda della nave appoggio sommergibili Antonio Pacinotti ed in seguito Il comando del sommergibile posamine Macantonio Bragadin.
Partecipò alla Guerra d'Etiopia quale sottocapo di stato maggiore della 2ª divisione navale, dal 26 settembre 1935 ed alla guerra civile spagnola, al comando di MAS, sommergibili e siluranti. Nel frattempo, con anzianità 1º dicembre 1935, fu promosso al grado di capitano di fregata.
Dal settembre 1938 ebbe il comando della III squadriglia cacciatorpediniere a Massaua, conservandolo sino al marzo del 1940.
All'entrata dell'Italia nella seconda guerra mondiale Cocchia comandava il I° gruppo sommergibili di La Spezia e il sommergibile Luigi Torelli; lo comandò durante la prima missione in Oceano Atlantico, dopo di che venne assegnato alla base di Betasom (Bordeaux) come Capo di Stato Maggiore.
Rimpatriato e promosso capitano di vascello, nel maggio 1941 guidò l'eterogenea flottiglia che trasportò e sbarcò a Sitia (costa orientale di Creta), durante l'invasione tedesca dell'isola, un reggimento italiano inviato in rinforzo alle truppe tedesche impegnate nella battaglia. Fu poi nominato comandante militare dell'isola di Lero, ruolo che ricoprì fino al febbraio del 1942, quando venne avvicendato dal parigrado Luigi Mascherpa.
Il 20 marzo 1942 Cocchia ricevette il comando del cacciatorpediniere Nicoloso da Recco e della XVI Squadriglia Cacciatorpediniere; nei sette mesi successivi fu caposcorta di numerosi convogli di rifornimenti in navigazione dall'Italia e dalla Grecia verso l'Africa Settentrionale, affrontando in numerose occasioni e con alterne fortune gli attacchi aerei e subacquei britannici.
La sua ultima missione di scorta terminò, il 2 dicembre 1942, con la battaglia del banco di Skerki: il suo convoglio (composto dai mercantili Aventino, Aspromonte, Puccini e KT 1), difeso da tre cacciatorpediniere (Da Recco, Folgore e Camicia Nera) e da due torpediniere (Procione e Clio), venne attaccato nottetempo dalla Forza Q britannica, formata dagli incrociatori leggeri Aurora, Sirius ed Argonaut e dai cacciatorpediniere Quiberon e Quentin. Per ordine di Cocchia, tutta la scorta andò decisamente al contrattacco, ma non poté impedire la distruzione del convoglio; il Da Recco, dopo due infruttuosi attacchi col cannone e col siluro, serrò le distanze per sferrare un terzo attacco, ma la combustione accidentale di nafta contenuta nel fumaiolo prodiero generò una colonna di scintille che ne rivelò al nemico la posizione. Il preciso tiro britannico danneggiò gravemente il Da Recco, provocando la deflagrazione dei depositi munizioni prodieri; più di metà dell'equipaggio rimase ucciso o ferito, compreso lo stesso Cocchia, che riportò gravi ustioni specie al volto. Temporaneamente accecato, dovette cedere il comando al comandante in seconda; ricoverato inizialmente presso l'ospedale di Torrebianca (Trapani), dovette trascorrere i tre anni successivi in diverse cliniche, sottoponendosi a numerosi interventi di chirurgia nel tentativo di mitigare i danni causati dal fuoco. Rimase sfigurato; per la sua decisa azione di difesa del convoglio contro forze superiori ricevette la Medaglia d'Oro al Valor Militare.
Trasferito per le ferite di guerra nel Ruolo d'Onore, conseguì il grado di Ammiraglio di Squadra; dal novembre 1958 fu Direttore della "Rivista Marittima" e dal luglio 1960 al giugno 1963 fu capo dell'Ufficio Storico dello Stato Maggiore Marina, dirigendo la stesura di parte dei volumi della collana relativa all'attività della Marina italiana nella seconda guerra mondiale. Fu egli stesso, privatamente, autore di alcuni libri rievocativi e di memorie.
Morì a Napoli il 12 dicembre 1968.